# ناحیه کاتاکوی
ناحیه کاتاکوی (به لاتین: Katakwi District) یک منطقهٔ مسکونی در اوگاندا است که در استان شرقی، اوگاندا واقع شده‌است. ناحیه کاتاکوی ۱۷۶٬۸۰۰ نفر جمعیت دارد.